# آيت بازا
آيت بازة هي جماعة جبلية مغربية ذات طابع قروي، تننتمي إلى دائرة بولمان، بإقليم بولمان، بجهة فاس مكناس. يبلغ عدد سكان الجماعة 2.955 نسمة حسب حسب الإحصاء العام للسكان والسكنى لسنة 2014. تضم جماعة آيت بازة 11 دوارا، يتوزعون على مشيختين. تشتهر هذه الجماعة بإنتاج لحوم الماعز، وبالقصبة التاريخية "أغرم أمقران"، كما تعتبر مسقط رأس واحد من أبرز السياسيين المغاربة وهو محند العنصر.

## الجغرافيا

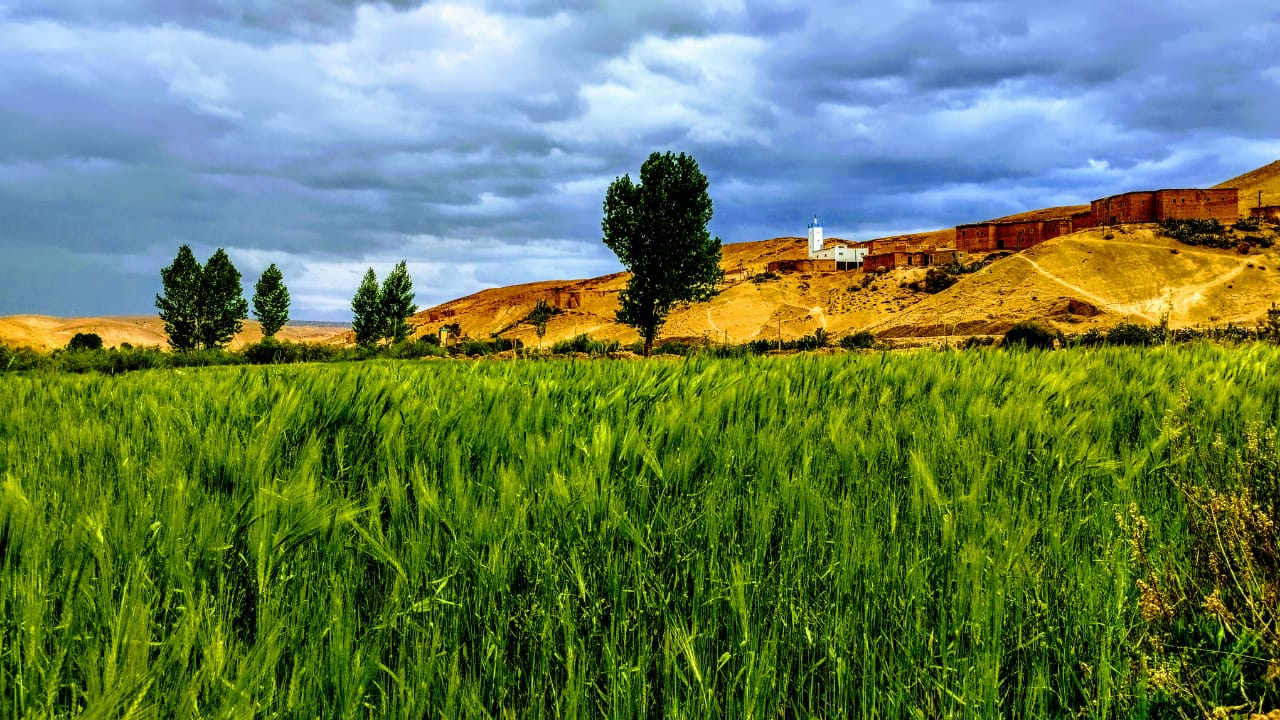
دوار بجماعة آيت بازا

تنتمي جماعة آيت بازة تضاريسيا إلى سلسلة جبال الأطلس المتوسط الشرقي الملتوي، وتتميز بمناخ جبلي بارد شتاء ومعتدل صيفا. تقع هذه الجماعة إدارييا بإقليم بولمان، تحدها شمالا كل من جماعة تالزمت وجماعة آيت المان، وتحدها غربا كل من جماعة سرغينة وجماعة المرس، وتحدها شرقا جماعة أولاد علي يوسف، وجنوبا جماعة ألميس مرموشة.

## السكان

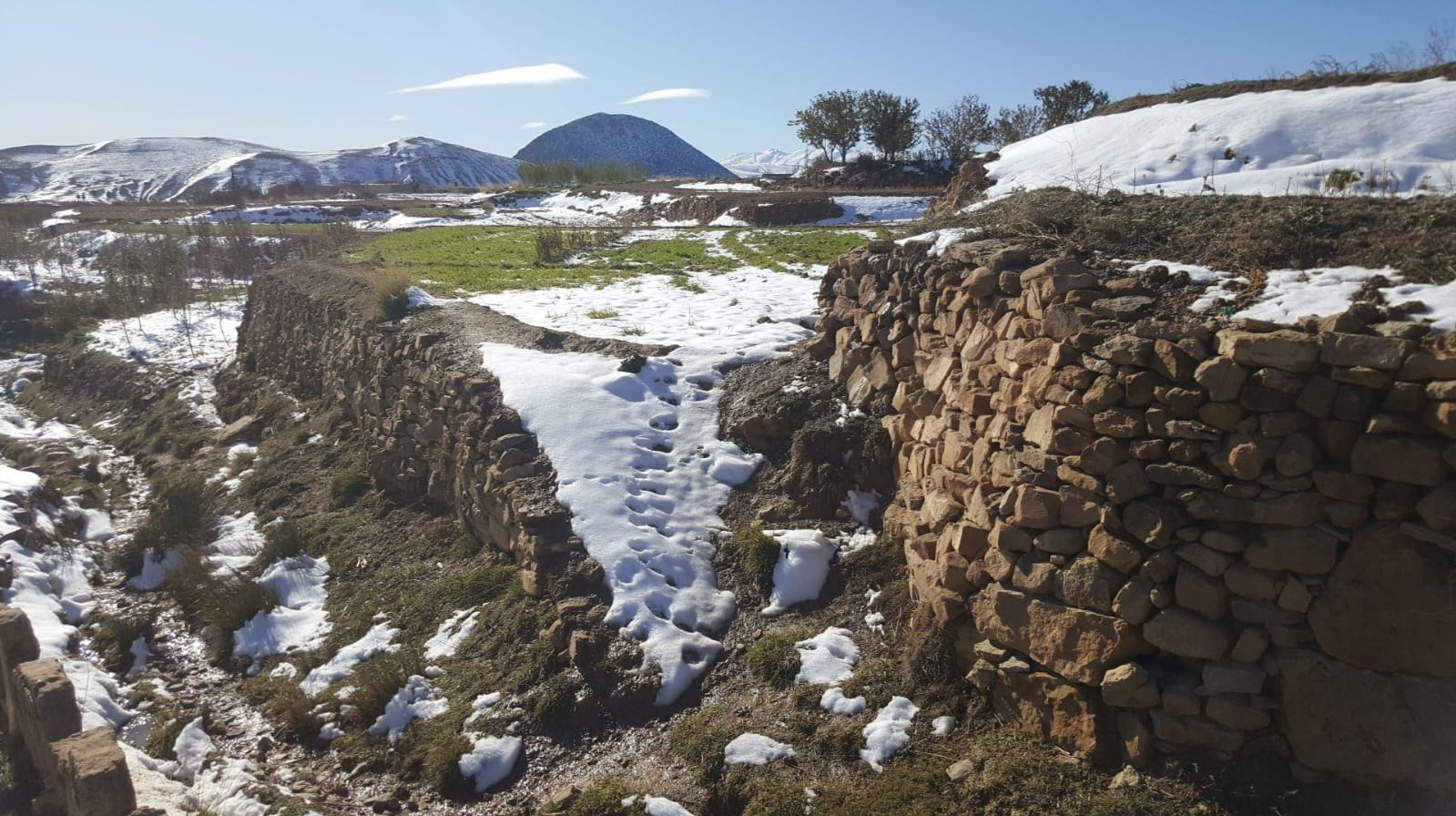
تساقطات ثلجية بجماعة آيت بازا

يبلغ عدد سكان الجماعة 2.955 نسمة حسب حسب الإحصاء العام للسكان والسكنى لسنة 2014، يتوزعون على 615 أسرة، بكثافة سكانية تبلغ 9.90 نيمة/كلم2. يبلع معدل النشاط في الجماعة 41.25 في المائة، ومعدل الفقر 47.58 في المائة، تبلغ نسبة التمدرس في الجماعة 91.19 في المائة، وتبلغ نسبة الأمية 60.05.  2.12 في المائة من الأسر تتوفر على الإنترنت،  و26.67 في المائة يتوفرون على الماء الصالح للشرب، 66.67 في المائة يتوفرون على الكهرباء، و0.33 في المائة يتوفرون على نظام الصرف الصحي.

## دواوير الجماعة[2]
| اسم الدوار       | عدد سكان الدوار | المشيخة         | النوع     |
| ---------------- | --------------- | --------------- | --------- |
| ايت مومو         | 510             | ايت بازة السفلى | دوار مجزأ |
| ايت احساين       | 139             | ايت بازة السفلى | دوار مجمع |
| ايت حركات السفلى | 140             | ايت بازة السفلى | دوار مجمع |
| ايت حركات العليا | 171             | ايت بازة السفلى | دوار مجمع |
| ايت اعبيد        | 177             | ايت بازة السفلى | دوار مجزأ |
| ايت ميمون        | 184             | ايت بازة السفلى | دوار مجزأ |
| ايت ابراهيم      | 395             | ايت بازة العليا | دوار مجزأ |
| ايت ايمان        | 635             | ايت بازة العليا | دوار مجزأ |
| ايت الغازي       | X               | ايت بازة العليا | دوار مجزأ |
| إسيبوتن          | 365             | ايت بازة العليا | دوار مجزأ |
| ايت تابت         | X               | ايت بازة العليا | دوار مجزأ |

## التعليم

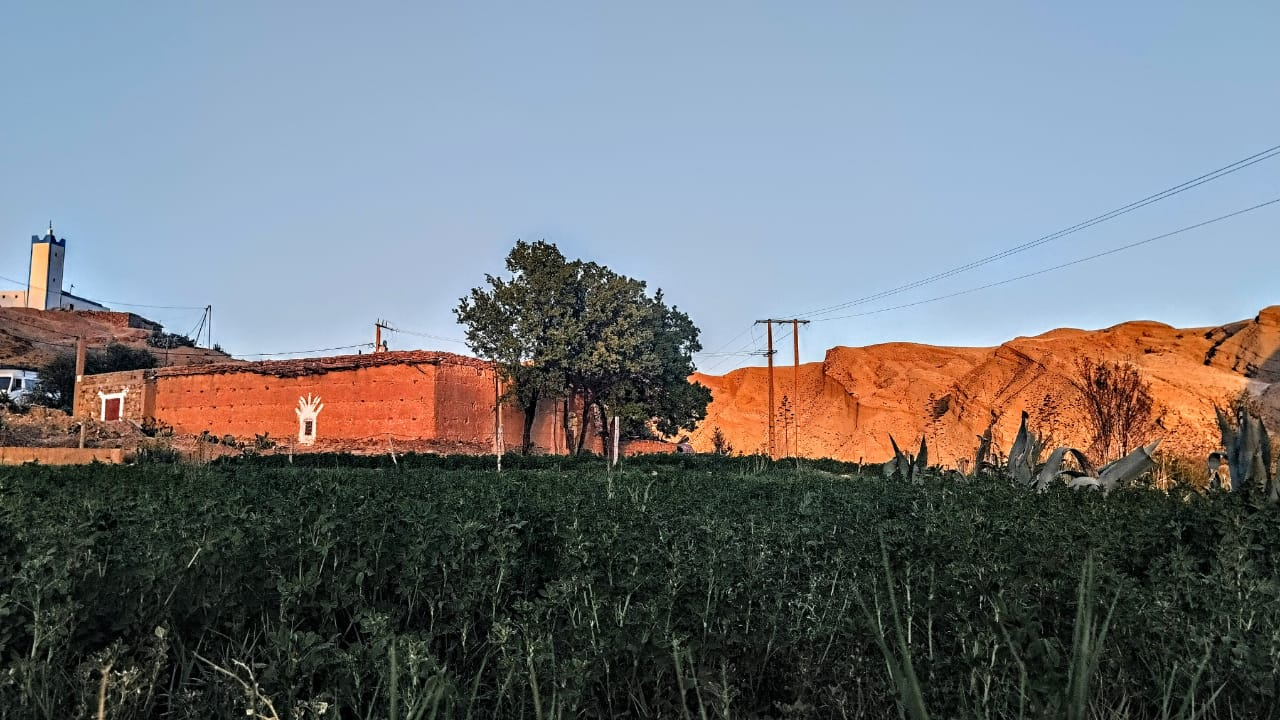
منزل بجماعة آيت بازة

- مجموعة مدارس آيت بازا الابتدائية

## المعالم

### قصبة أغرم أمقران
أغرم أمقران، هي كلمة أمازيغية تعني القصر الكبير، هي معلمة تاريخية عبارة عن مجموعة من المنازل التي بنيت على قمة الجبل، كانت تضم مسجدا ومقبرة وسوقاً أسبوعيا يأتي إليه اليهود من فاس لعرض منتوجاتهم، ويعيش فيها سكان المنطقة. لكن نظرا لصعوبة الموقع، انتقل السكان لبناء منازلهم في مواقع قريبة من الماء، وظلت القصبة مهجورة. ويشاع أن تاريخ بناء أغرم أمقران يعود إلى النصف الثاني من القرن السابع عشر، كما تم تجديد بنائه سنة 1870. عاشت القصبة سنة 1967، محاولة لتصوير فيلم أجنبي بعنوان" ماروك 7" للمخرج الإنجليزي جيري اوهارا. لكن الأحصنة التي تم إحضارها لتصوير الفيلم مات أغلبها بسبب الطاعون.

## معرض الصور

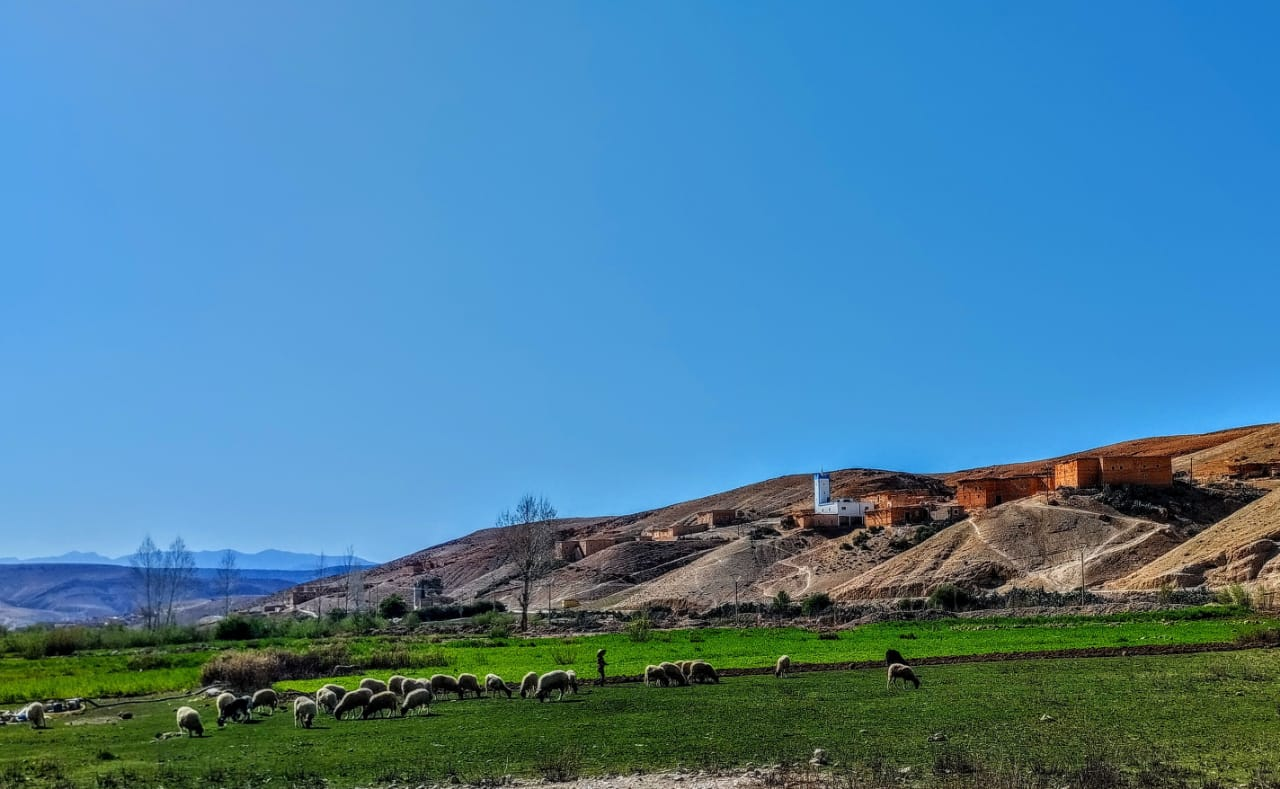
قطيع أغنام بجماعة آيت بازا
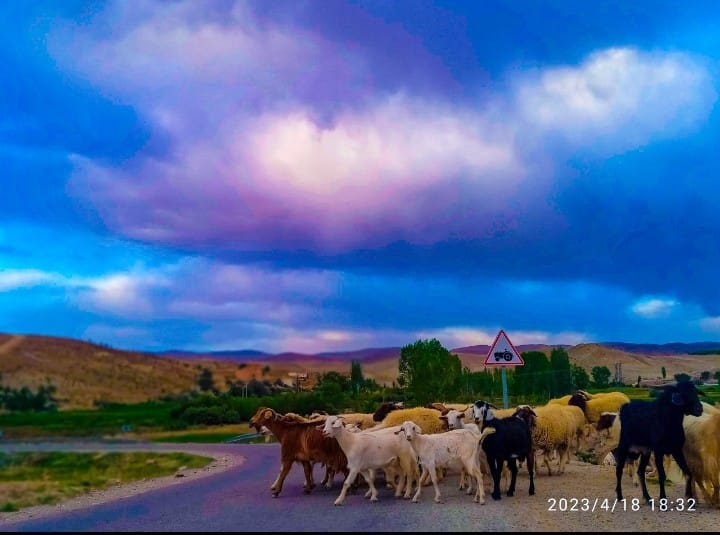
قطيع ماعز بجماعة آيت بازا
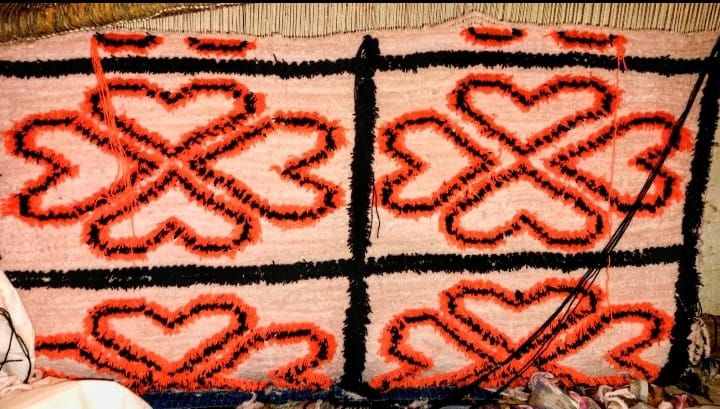
صناعة الزرابي بجماعة آيت بازا
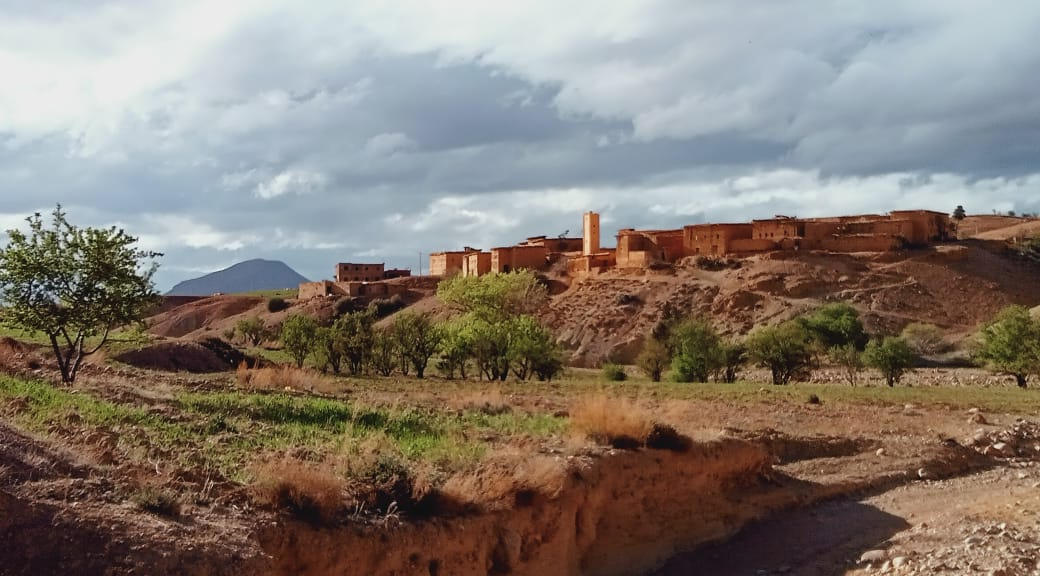
أحد دواوير جماعة ايت بازا
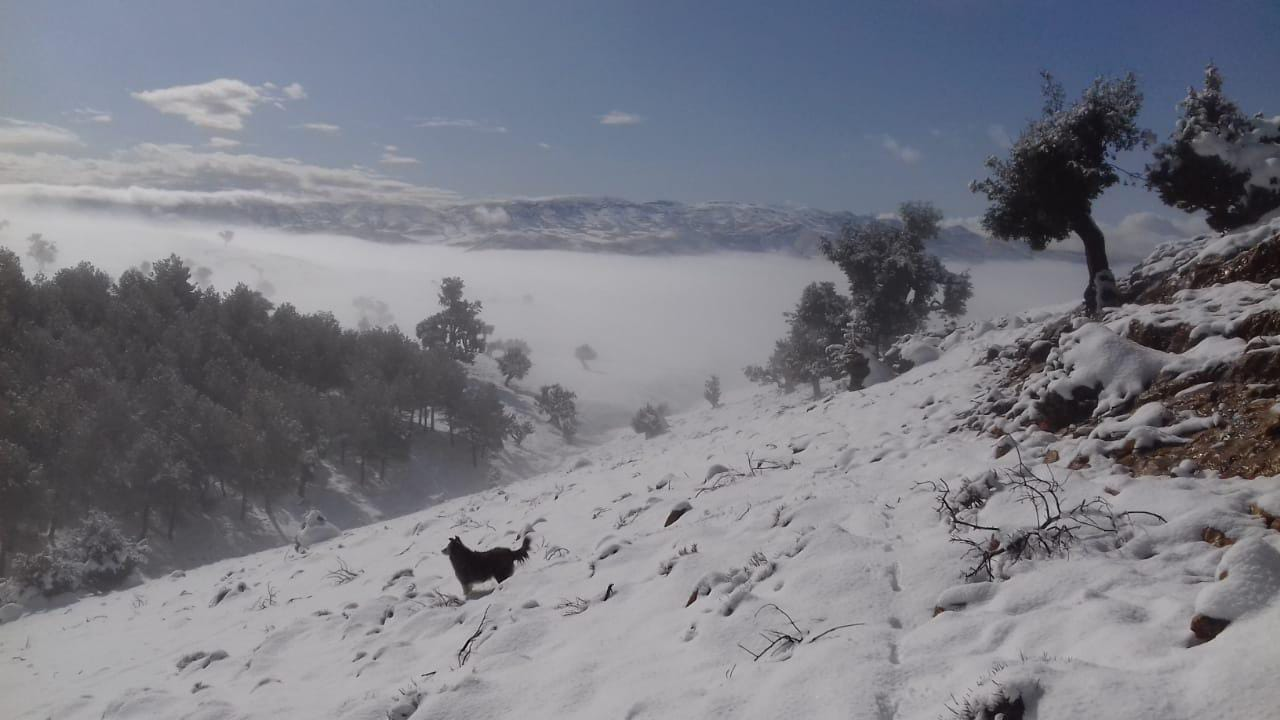
غابة سنديان أخضر مكسوة بالثلج من غابة آيت بازة.